# 김지선의 행복충전
김지선의 행복충전은 매일 저녁 8시 5분부터 10시까지 대한민국의 방송국인 KBS의 라디오 채널 KBS HAPPY FM (FM 106.1MHz)에서 방송된 라디오 프로그램이다. 2008년 4월 20일 자로 4년만에 폐지되었다.

## DJ
- 김지선